# 刈谷市立小高原小学校
刈谷市立小高原小学校（かりやしりつ おだかはらしょうがっこう）は、愛知県刈谷市原崎町に所在する公立小学校である。

## 地理
「小高原」とは、旧小山村、旧高津波村、旧重原村から一文字ずつ取った合成名称である。学校の南500mには神明社や御霊神社がある。学校の南東700mには常慶山がある。3地区それぞれの歴史は古いが、学校の周囲には文化遺産や史跡が少ない。

## 特徴
学区には刈谷市の中心駅であるJR東海道本線・名鉄三河線刈谷駅や、デンソー本社、アイシン本社などのトヨタ系企業群を抱える。近年には学区に高層マンションや商業施設が増加し、田畑などの農地が減少している。
刈谷市の工業都市化の影響を受けて、1950年（昭和25年）頃から児童数が増加。1968年（昭和43年）には刈谷市立住吉小学校が、1971年（昭和46年）には刈谷市立かりがね小学校が、1980年（昭和55年）には刈谷市立日高小学校の3校が本小学校から分離独立している。刈谷市立刈谷東中学校の学区に含まれている。
2011年（平成23年）12月から愛知県が所有する施設へのネーミングライツの導入が積極的に進められる中で、2012年（平成24年）11月には角文が小高原小学校東側の小高原歩道橋のパートナーとなり、契約期間3年間でKAKUBUN歩道橋という愛称が付けられた。

## 沿革
- 1907年（明治40年）1月1日 - 刈谷町第二尋常小学校として創立される[3]。
- 1908年（明治41年）3月31日 - 刈谷町小高原尋常小学校に改称。
- 1918年（大正7年） - 創立10周年。
- 1928年（昭和3年） - 創立20周年。
- 1938年（昭和13年） - 創立30周年。
- 1941年（昭和16年） - 刈谷町小高原国民学校に改称。
- 1944年（昭和19年） - 名古屋市立呼続国民学校の児童が亀城国民学校と小高原国民学校に集団疎開[4]。
- 1947年（昭和22年）4月1日 - 刈谷町立小高原小学校に改称。
- 1948年（昭和23年) - 創立40周年。
- 1950年（昭和25年）5月1日 - 小学校の教室を借用して刈谷市立小高原保育園が開園。
- 1950年（昭和25年）5月1日 - 刈谷市立小高原小学校に改称。
- 1950年（昭和25年）9月25日 - 刈谷市立小高原保育園が自前の校舎に移転。
- 1955年（昭和30年）8月30日 - 新校舎が竣工。
- 1958年（昭和33年) - 創立50周年。
- 1965年（昭和40年）3月5日 - 講堂兼体育館が竣工。
- 1968年（昭和43年）4月1日 - 校区の一部が分離。刈谷市立住吉小学校が開校[3]。
- 1968年（昭和43年）5月23日 - 敷地東側の道路上に刈谷市4番目の歩道橋が完成。
- 1968年（昭和43年） - 創立60周年。
- 1969年（昭和44年）8月6日 - プールが竣工。
- 1971年（昭和46年）4月1日 - 校区の一部（新田町・恩田町）が分離。刈谷市立かりがね小学校が開校[3]。
- 1971年（昭和46年）9月1日 - 学校周辺にスクールゾーンを設置。
- 1978年（昭和53年） - 創立70周年。
- 1980年（昭和55年）4月1日 - 校区の一部が分離。刈谷市立日高小学校が開校[3]。
- 1988年（昭和63年） - 創立80周年。
- 1997年（平成9年） - 創立90周年。
- 2007年（平成19年） - 創立100周年。
- 2017年（平成29年） - 創立110周年。